# Otto Krone (Heimatforscher)
Otto Krone (* 15. Oktober 1874 in Braunschweig; † 11. Juni 1957 in Gifhorn) war ein deutscher Lehrer, Maler und Heimatforscher.

## Leben
Der Sohn des Schriftsetzers Wilhelm Krone wurde im Braunschweiger Krähenfeld geboren. Er besuchte die Braunschweiger Kunstgewerbeschule unter Hans Herse und studierte anschließend mit einem Staatsstipendium an der Königlichen Kunstschule in Berlin. Dort bestand er 1895 die Prüfung für Zeichenlehrer an höheren Schulen. Zusätzlich ließ er sich in Berlin als Turnlehrer ausbilden. Krone arbeitete von 1898 bis zu seiner Pensionierung 1944 als Zeichenlehrer und späterer Studienrat an der Städtischen Oberrealschule in Braunschweig.

### Museumskonservator und Heimatforscher
Auf Anregung des Braunschweiger Museumsdirektors Franz Fuhse sammelte Krone ab 1898 landwirtschaftliche, volkskundliche und urgeschichtliche Altertümer, die er zu einem kleinen Schulmuseum zusammentrug. Er wurde 1915 ehrenamtlicher Leiter der vorgeschichtlichen Abteilung des Städtischen Museums Braunschweig. Krone wirkte ab 1926 als staatlicher Vertrauensmann für vorgeschichtliche Bodenfunde und ab 1934 als Konservator der urgeschichtlichen Sammlungen des Landes Braunschweig in der Villa Salve Hospes, wo das Städtische Museum zwischen 1932 und 1940 vorgeschichtliche Sammlungsstücke ausstellte. Höhepunkt seines konservatorischen Wirkens ist die Zusammenführung der urgeschichtlichen Sammlungen. Im Jahre 1937 zog sich Krone aus der ehrenamtlichen Museumsarbeit zurück und widmete sich in seiner Freizeit ausschließlich der Landschaftsmalerei. 
In Gifhorn legte Krone gemeinsam mit Willi Geffers den Grundstein der archäologischen Sammlung im Kreisheimatmuseum. Krones Arbeit Vorgeschichte des Braunschweiger Landes aus dem Jahr 1931 stellt als querschnittartige Darstellung der Archäologie für seine Region, d. h. den Bereich südlich der Aller, im Landkreis Gifhorn auch heute noch die einzige Publikation dar.

### Künstlerisches Schaffen
Nach seiner Pensionierung und der kriegsbedingten Zerstörung seiner Braunschweiger Wohnung siedelte er 1944 nach Gifhorn über, wo er bis ins hohe Alter malte. Seine in der Maltechnik der „alten Schule“ gestalteten Bilder wurden zeitweise im Städtischen Museum Braunschweig gezeigt. Die beiden Gemälde Erntezeit und (1907) und Weihnachtsabend (1907) aus dem Nachlass des Unternehmers Max Jüdel gelangten 1936 in den Besitz des Museums. Bereits 1921 hatte Krone die Motive des in Gifhorn ausgegebenen Notgeldes gestaltet. Er starb 1957 in Gifhorn.

## Schriften (Auswahl)
Krone verfasste zahlreiche heimatkundliche Publikationen zur Vor- und Urgeschichte und zur Volkskunde. Er publizierte insbesondere in der Braunschweigischen Heimat.
- Vorgeschichte des Braunschweiger Landes, Appelhans-Verlag, Braunschweig, 1931.
- Alte Stein- und Wegekreuze. In: Braunschweigische Heimat. 25, 1934, S. 23–24.
- Neue Bodenfunde. In: Braunschweigische Heimat. 25, 1934, S. 29–30.
- Ein neuer Grabfund von Börnecke am Harz. In: Braunschweigische Heimat. 26, 1935, S. 145–147.
- Ein Jahresring froher Kinderspiele und Feste in den achtziger Jahren des vorigen Jahrhunderts in der Stadt Braunschweig. In: Braunschweigische Heimat. 27, 1936, S. 42–47.
- Franz Fuhse †. In: Braunschweiger Blätter 1937 Heft 5, S. 3–5.